# Oudry (Saône-et-Loire)
Pour les articles homonymes, voir Oudry.
Oudry est une commune française située dans le département de Saône-et-Loire, en région Bourgogne-Franche-Comté.
La commune est située au cœur d'un important bassin houiller exploité dès le Moyen Âge, mais de façon industrielle à partir du XIXe siècle et ce jusqu'en 2000, permettant l'essor de l'industrie sidérurgique et mécanique dans la région.

## Géographie
Oudry est arrosée par l'Oudrache (affluent de la rive droite de la Bourbince, sous-affluent de la Loire par l'Arroux).
Oudry est située à 7 km de Palinges, à 19 km de Paray-le-Monial, à 23 km de Charolles, à 68 km de Chalon-sur-Saône.

### Géologie
La commune repose sur le bassin houiller de Blanzy daté du Stéphanien (daté entre -307 et -299 millions d'années).

### Climat
Pour des articles plus généraux, voir Climat de la Bourgogne-Franche-Comté et Climat de Saône-et-Loire.
En 2010, le climat de la commune est de type climat océanique dégradé des plaines du Centre et du Nord, selon une étude du Centre national de la recherche scientifique s'appuyant sur une série de données couvrant la période 1971-2000. En 2020, Météo-France publie une typologie des climats de la France métropolitaine dans laquelle la commune est exposée à un climat océanique altéré et est dans la région climatique Centre et contreforts nord du Massif Central, caractérisée par un air sec en été et un bon ensoleillement.
Pour la période 1971-2000, la température annuelle moyenne est de 10,8 °C, avec une amplitude thermique annuelle de 16,9 °C. Le cumul annuel moyen de précipitations est de 861 mm, avec 11,9 jours de précipitations en janvier et 7,5 jours en juillet. Pour la période 1991-2020, la température moyenne annuelle observée sur la station météorologique de Météo-France la plus proche, « Saint-Yan », sur la commune de Saint-Yan à 20 km à vol d'oiseau, est de 11,5 °C et le cumul annuel moyen de précipitations est de 772,4 mm. 
La température maximale relevée sur cette station est de 41,7 °C, atteinte le 31 juillet 1983 ; la température minimale est de −24,2 °C, atteinte le 9 janvier 1985,,.
Les paramètres climatiques de la commune ont été estimés pour le milieu du siècle (2041-2070) selon différents scénarios d'émission de gaz à effet de serre à partir des nouvelles projections climatiques de référence DRIAS-2020. Ils sont consultables sur un site dédié publié par Météo-France en novembre 2022.

## Urbanisme

### Typologie
Au 1er janvier 2024, Oudry est catégorisée commune rurale à habitat très dispersé, selon la nouvelle grille communale de densité à sept niveaux définie par l'Insee en 2022.
Elle est située hors unité urbaine. Par ailleurs la commune fait partie de l'aire d'attraction de Gueugnon, dont elle est une commune de la couronne,. Cette aire, qui regroupe 12 communes, est catégorisée dans les aires de moins de 50 000 habitants,.

### Occupation des sols
L'occupation des sols de la commune, telle qu'elle ressort de la base de données européenne d’occupation biophysique des sols Corine Land Cover (CLC), est marquée par l'importance des territoires agricoles (86,7 % en 2018), une proportion sensiblement équivalente à celle de 1990 (87 %). La répartition détaillée en 2018 est la suivante : prairies (78,9 %), forêts (11,8 %), zones agricoles hétérogènes (7,8 %), zones urbanisées (1,4 %). L'évolution de l’occupation des sols de la commune et de ses infrastructures peut être observée sur les différentes représentations cartographiques du territoire : la carte de Cassini (XVIIIe siècle), la carte d'état-major (1820-1866) et les cartes ou photos aériennes de l'IGN pour la période actuelle (1950 à aujourd'hui).

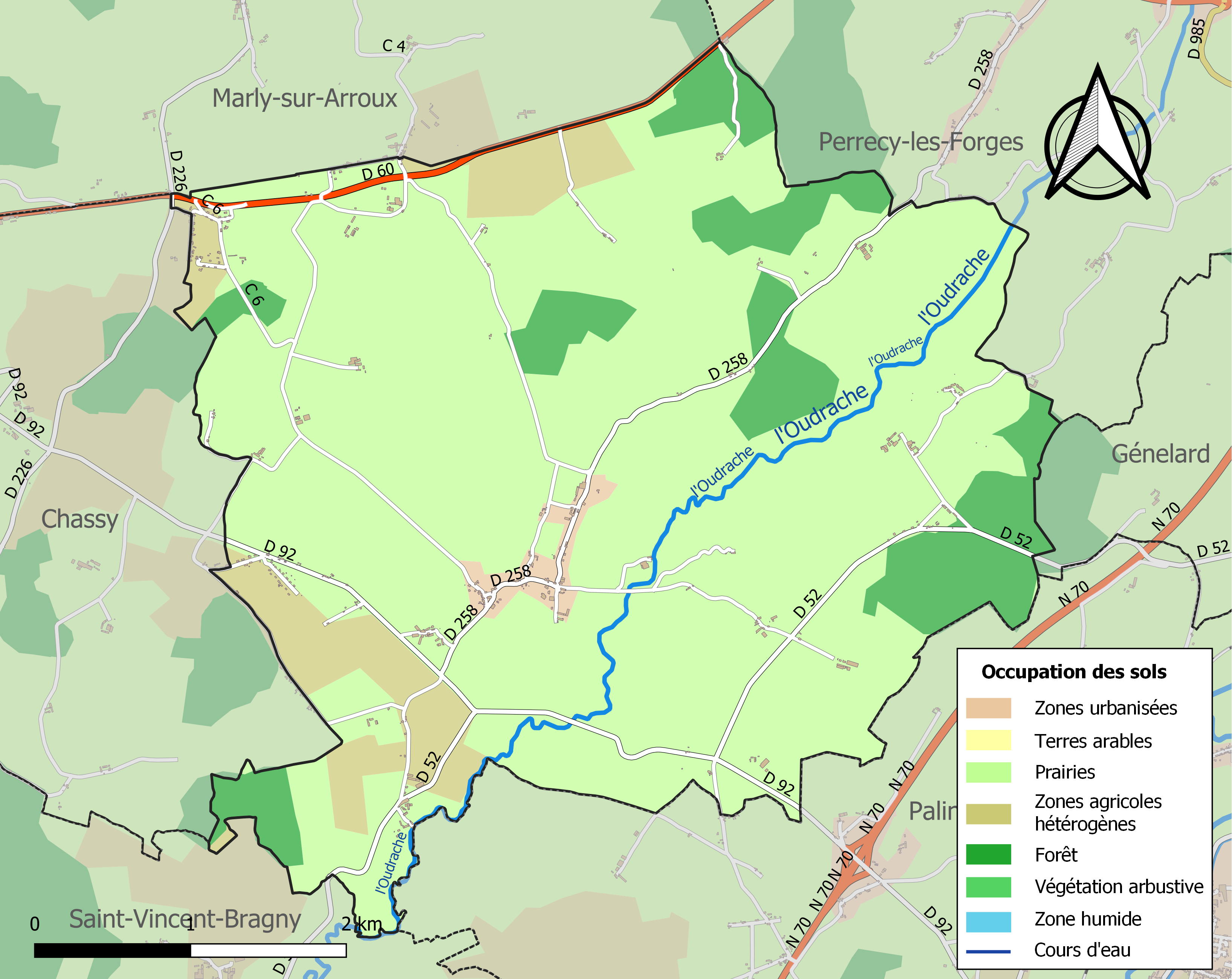
Carte des infrastructures et de l'occupation des sols de la commune en 2018 (CLC).

## Histoire
Des mines de houille sont exploitées sur la commune au XIXe siècle et au XXe siècle,,,.

Le puits de Chadzeau à Oudry.
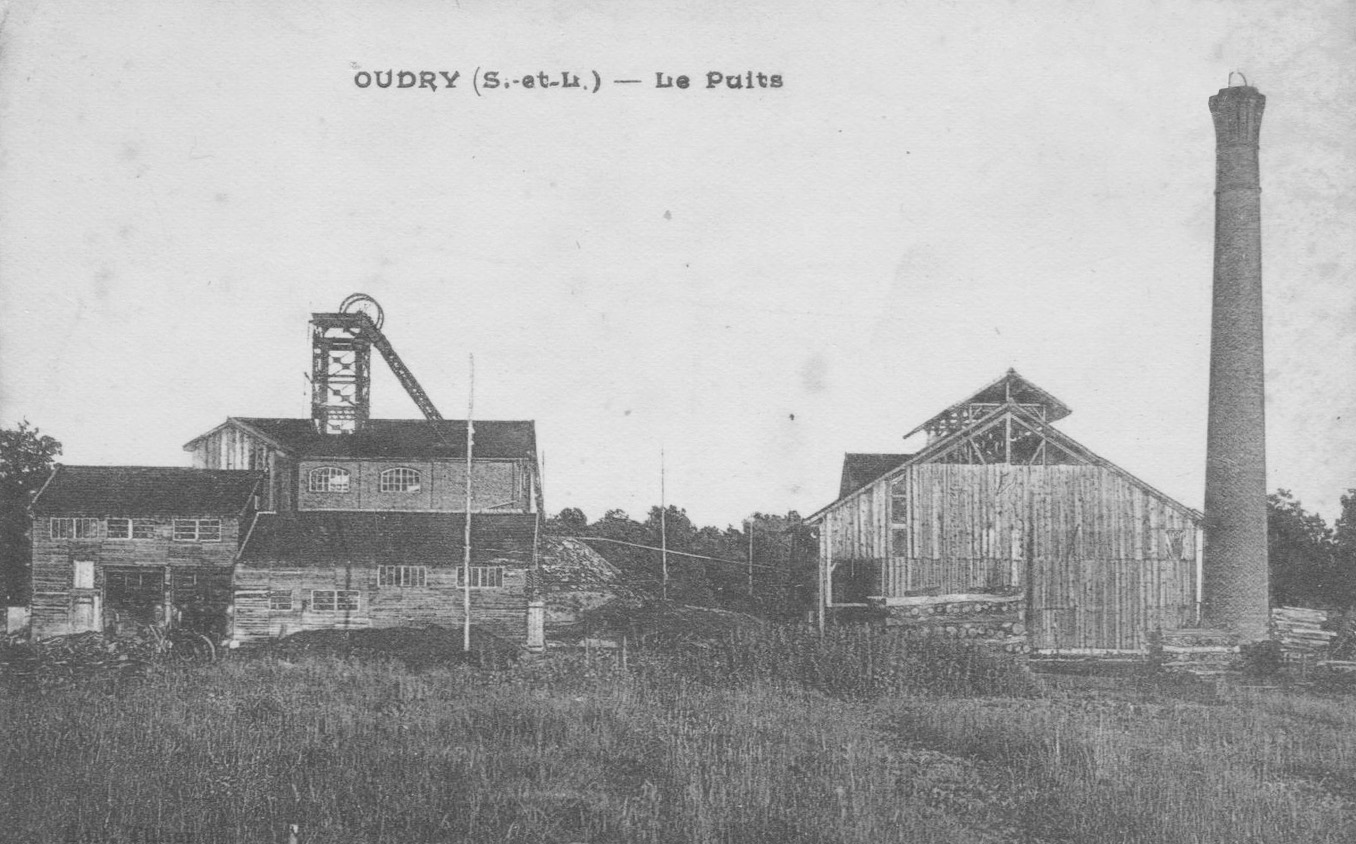
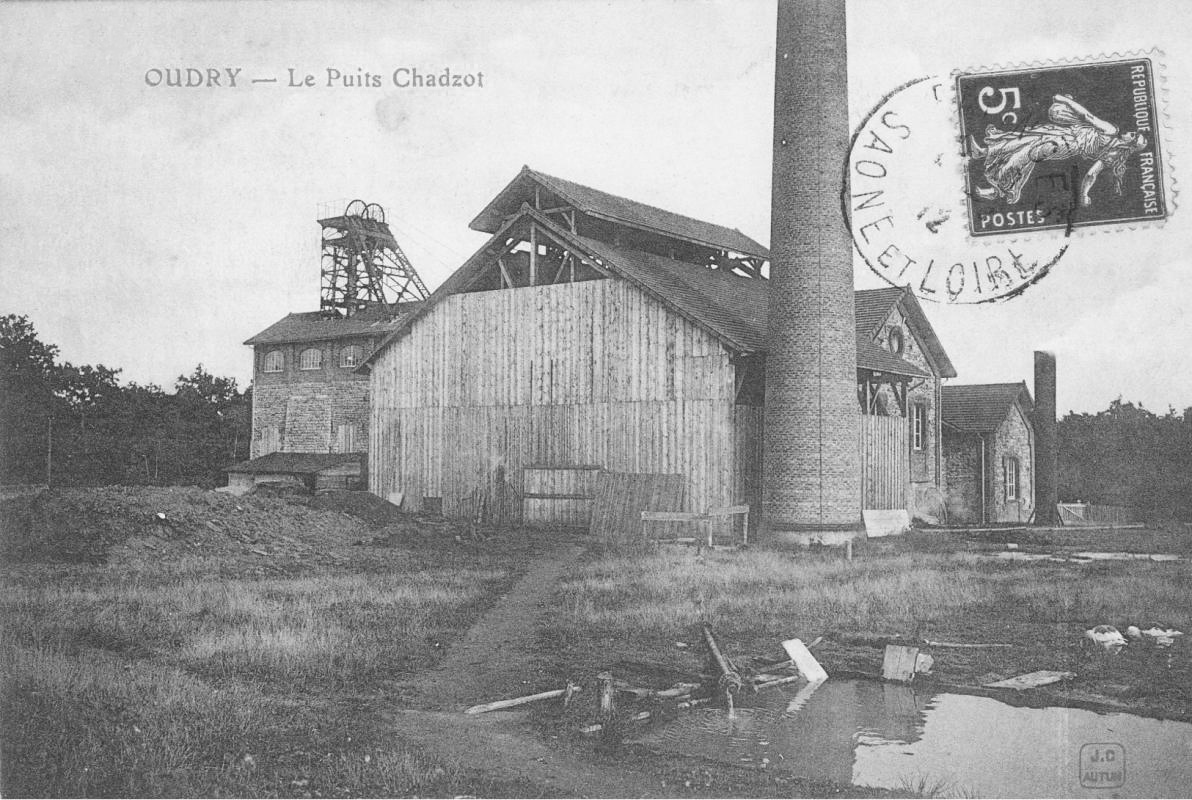

### Préhistoire
Sur les coteaux d'Oudry, qui domine l'Oudrache, ont été découverts de nombreux silex des périodes du jurassique et de crétacé : les silex moustériens d'Oudry. La richesse du site est décrite par Jean-Jacques Thomasset.
Le musée Joseph-Déchelette de Roanne possède, en provenance du site :  14 haches ébauchées, une hache de forme amygdaloïde, six couteaux, quatre haches à demi-polies en pierre dure.

## Politique et administration

### Liste des maires
| Période                                  | Période   | Identité             | Étiquette | Qualité |
| ---------------------------------------- | --------- | -------------------- | --------- | ------- |
| mars 2001                                | mars 2008 | Jacques Garnier      |           |         |
| mars 2008                                | mars 2014 | Jean-Jacques Martin  |           |         |
| mars 2014                                | en cours  | Pascal Lopes De Lima |           |         |
| Les données manquantes sont à compléter. |           |                      |           |         |

## Population et société

### Démographie
L'évolution du nombre d'habitants est connue à travers les recensements de la population effectués dans la commune depuis 1793. Pour les communes de moins de 10 000 habitants, une enquête de recensement portant sur toute la population est réalisée tous les cinq ans, les populations de référence des années intermédiaires étant quant à elles estimées par interpolation ou extrapolation. Pour la commune, le premier recensement exhaustif entrant dans le cadre du nouveau dispositif a été réalisé en 2007.

En 2022, la commune comptait 384 habitants, en évolution de −1,79 % par rapport à 2016 (Saône-et-Loire : −1,06 %, France hors Mayotte : +2,11 %).
| 1793 | 1800 | 1806 | 1821 | 1831 | 1836 | 1841 | 1846 | 1851 |
| ---- | ---- | ---- | ---- | ---- | ---- | ---- | ---- | ---- |
| 643  | 620  | 647  | 765  | 796  | 690  | 653  | 656  | 677  |

| 1856 | 1861 | 1866 | 1872 | 1876 | 1881 | 1886 | 1891 | 1896 |
| ---- | ---- | ---- | ---- | ---- | ---- | ---- | ---- | ---- |
| 673  | 625  | 615  | 614  | 595  | 624  | 644  | 602  | 552  |

| 1901 | 1906 | 1911 | 1921 | 2006 | 2007 | 2012 | 2017 | 2022 |
| ---- | ---- | ---- | ---- | ---- | ---- | ---- | ---- | ---- |
| 550  | 555  | 516  | 441  | 379  | 382  | 397  | 387  | 384  |

Les 400 habitants de la commune, en 2014, ont moins de 30 ans pour 116 d'entre eux, 190 ont entre 39 et 59 ans et 74 ont 60 ans ou plus.
Parmi les 277 personnes qui, en 2014,  ont entre 15 et 64 ans. 66,9 % sont des actifs ayant un emploi, 5,5 % sont chômeurs, 7,3 % sont élèves ou étudiants, 13,3 % sont retraités ou préretraités et  7,3 % sont d’autres inactifs.

## Logement
Le nombre de logements existants dans la commune en 2014 est de 165 ; 152 sont des résidences principales, 5 des résidences secondaires ou des logements occasionnels et 8 sont des logements vacants. Le nombre de maisons est de 164 et celui des appartements de 1.

## Économie et emploi
Sur le territoire communal il existe, au 31 décembre 2015, 34 établissements actifs qui emploient 14 salariés au total :
- 17 appartiennent au secteur de l’agriculture (2 salariés au total) ;
- 1 est du secteur de la construction (0 salarié) ;
- 12 sont du secteur du commerce, des transports et des services divers (6 salariés au total) ;
- 4 sont du secteur de l’administration publique, de l'enseignement, de la santé et de l’action sociale (6 salariés au total).

## Culture locale et patrimoine

### Lieux et monuments
- Château du Montot.

## Pour approfondir